# Evie Dominikovic
Evie Dominikovic (Sydney, 29 mei 1980) is een voormalig tennisspeelster uit Australië.
Zij begon op negenjarige leeftijd met tennis. Zij speelt rechtshandig en heeft een tweehandige backhand. Zij was actief in het proftennis van 1997 tot 2007.
Haar zeven jaar jongere zus Daniella Dominikovic speelt ook professioneel tennis.

## Loopbaan

### Enkelspel
Dominikovic debuteerde in 1995 op het ITF-toernooi van Canberra (Australië). Zij stond in 1996 voor het eerst in een finale, op het ITF-toernooi van Sanctuary Cove (Australië) – zij verloor van landgenote Annabel Ellwood. In 1997 veroverde Dominikovic haar eerste titel, op het ITF-toernooi van Corowa (Australië), door landgenote Jane Taylor te verslaan. In totaal won zij twaalf ITF-titels, de laatste in 2004 in Mount Gambier (Australië).
In 1997 speelde zij op het Australian Open haar eerste grandslamwedstrijd.
In 2000 speelde Dominikovic voor het eerst op een WTA-hoofdtoernooi, op het toernooi van Sydney. Haar beste resultaat op de WTA-toernooien is het bereiken van de derde ronde, op het toernooi van Indian Wells in 2001.
Haar beste resultaat op de grandslamtoernooien is het bereiken van de derde ronde. Haar hoogste notering op de WTA-ranglijst is de 64e plaats, die zij bereikte in september 2001.

### Dubbelspel
Dominikovic behaalde in het dubbelspel betere resultaten dan in het enkelspel. Zij debuteerde in 1995 op het ITF-toernooi van Canberra (Australië), samen met landgenote Amanda Grahame. Zij stond in 1997 voor het eerst in een finale, op het ITF-toernooi van Canberra, weer samen met Grahame – zij verloren van het Britse duo Lorna Woodroffe en Joanne Ward. In 1999 veroverde Dominikovic haar eerste titel, op het ITF-toernooi van Athene (Griekenland), samen met landgenote Bryanne Stewart, door het duo Surina de Beer en Magda Mihalache te verslaan. In totaal won zij zestien ITF-titels, de laatste in 2004 in Rockhampton (Australië).
In 1998 speelde Dominikovic voor het eerst op een WTA-hoofdtoernooi, op het toernooi van Hobart, samen met landgenote Siobhan Drake-Brockman. Zij stond in 2001 voor het eerst in een WTA-finale, op het toernooi van Bali, samen met de Thaise Tamarine Tanasugarn – hier veroverde zij haar enige WTA-titel, door het koppel Janet Lee en Wynne Prakusya te verslaan.
Haar beste resultaat op de grandslamtoernooien is het bereiken van de derde ronde, op het US Open 2001, samen met de Amerikaanse Marissa Irvin.  Haar hoogste notering op de WTA-ranglijst is de 52e plaats, die zij bereikte in augustus 2002.

### Tennis in teamverband
In de periode 2001–2005 maakte Dominikovic deel uit van het Australische Fed Cup-team – zij behaalde daar een winst/verlies-balans van 5–4.

## Posities op deWTA-ranglijst
Positie per einde seizoen:
| jaar | ranking enkelspel | ranking dubbelspel |
| ---- | ----------------- | ------------------ |
| 1996 | 349               | 847                |
| 1997 | 186               | 436                |
| 1998 | 189               | 289                |
| 1999 | 160               | 213                |
| 2000 | 145               | 150                |
| 2001 | 73                | 59                 |
| 2002 | 119               | 96                 |
| 2003 | 130               | 91                 |
| 2004 | 153               | 139                |
| 2005 | 153               | 169                |

## Palmares
| Legenda                |
| ---------------------- |
| Grandslamtoernooi      |
| Olympische Spelen      |
| Year-End Championships |
| Tier I                 |
| Tier II                |
| Tier III               |
| Tier IV & V            |

### WTA-finaleplaatsen enkelspel
geen

### WTA-finaleplaatsen vrouwendubbelspel
| nr.              | finale     | toernooi     | ondergrond | partner             | tegenstandsters              | score         |         |
| ---------------- | ---------- | ------------ | ---------- | ------------------- | ---------------------------- | ------------- | ------- |
| gewonnen finales |            |              |            |                     |                              |               |         |
| 1.               | 2001-09-30 | WTA Bali     | hardcourt  | Tamarine Tanasugarn | Janet Lee Wynne Prakusya     | 6-7, 6-2, 6-3 | details |
| verloren finales |            |              |            |                     |                              |               |         |
| 1.               | 2001-10-14 | WTA Shanghai | hardcourt  | Tamarine Tanasugarn | Liezel Huber Lenka Němečková | 0-6, 5-7      | details |

## Resultaten grandslamtoernooien
| Legenda | Legenda                          |
| ------- | -------------------------------- |
| g.t.    | geen toernooi gehouden           |
| l.c.    | lagere categorie                 |
| –       | niet deelgenomen                 |
| G       | uitgeschakeld in de groepsfase   |
| 1R      | uitgeschakeld in de eerste ronde |
| 2R      | uitgeschakeld in de tweede ronde |
| 3R      | uitgeschakeld in de derde ronde  |
| 4R      | uitgeschakeld in de vierde ronde |
| KF      | uitgeschakeld in de kwartfinale  |
| HF      | uitgeschakeld in de halve finale |
| F       | de finale verloren               |
| W       | het toernooi gewonnen            |
| w-v     | winst/verlies-balans             |

### Enkelspel
| Toernooi        | 1997 | 1998 | 1999 | 2000 | 2001 | 2002 | 2003 | 2004 | 2005 | w-v |
| --------------- | ---- | ---- | ---- | ---- | ---- | ---- | ---- | ---- | ---- | --- |
| Australian Open | 1R   | 1R   | 1R   | 1R   | 3R   | 1R   | 3R   | 2R   | 2R   | 6-9 |
| Roland Garros   | –    | –    | –    | –    | 1R   | 3R   | 2R   | –    | 1R   | 3-4 |
| Wimbledon       | –    | –    | –    | –    | 1R   | 1R   | 1R   | –    | 1R   | 0-4 |
| US Open         | –    | –    | –    | –    | 2R   | –    | –    | –    | –    | 1-1 |

### Vrouwendubbelspel
| Toernooi        | 1998 | 1999 | 2000 | 2001 | 2002 | 2003 | 2004 | 2005 |    | 2007 | w-v |
| --------------- | ---- | ---- | ---- | ---- | ---- | ---- | ---- | ---- | -- | ---- | --- |
| Australian Open | 1R   | 1R   | 1R   | 2R   | 1R   | 1R   | 1R   | 1R   | 1R | 1-9  |     |
| Roland Garros   | –    | –    | –    | 1R   | 2R   | 2R   | –    | –    | –  | 2-3  |     |
| Wimbledon       | –    | –    | –    | –    | 2R   | 1R   | 2R   | 2R   | –  | 3-4  |     |
| US Open         | –    | –    | –    | 3R   | 1R   | 1R   | –    | –    | –  | 2-3  |     |

### Gemengd dubbelspel
| Toernooi        | 2002 | 2003 |    | 2005 | w-v |
| --------------- | ---- | ---- | -- | ---- | --- |
| Australian Open | 2R   | 2R   | 1R | 2-3  |     |
| Roland Garros   | –    | –    | –  | 0-0  |     |
| Wimbledon       | 2R   | –    | –  | 1-1  |     |
| US Open         | –    | –    | –  | 0-0  |     |